# NK Croatia Sesvete
Maillots
Dernière mise à jour : 29 mai 2025.
Le NK Croatia Sesvete est un club croate de football basé à Sesvete, le quartier est de la ville de Zagreb.
Vainqueur du Championnat croate de football D2 2007-2008, il est promu, pour la saison 2008-2009 en T-Com Prva HNL.
Le stade du club, le Stadion SRC Sesvete ne répond pas aux exigences de la Ligue de football professionnelle croate et durant cette saison 2008-2009, le NK Croatia Sesvete joue ses matchs à domicile dans le stade du NK Kamen Ingrad Velika, le Kamen Ingrad Stadium.

## Historique
Créé en 1957 sous le nom de NK Sljeme, il a changé plusieurs fois de nom :
- NK Sljeme, de 1957 à 1988,
- NK Sesvete, de 1988 à 1996,
- NK Badel Sesvete, de 1996 à 1997,
- NK Sesvete, de 1997 à 1998,
- NK Croatia Sesvete, depuis 1998.

## Résultats
| Saison    | Championnat      | Classement | Points | J  | G  | N | P  | Bp | Bc |
| --------- | ---------------- | ---------- | ------ | -- | -- | - | -- | -- | -- |
| 1994-1995 | Druga HNL-Ouest  | 3          | 69     | 36 | 20 | 9 | 7  | 77 | 38 |
| 1995-1996 | Druga HNL-Ouest  | 12         | 40     | 34 | 12 | 4 | 18 | 46 | 64 |
| 1996-1997 | Druga HNL-Centre | 2          | 60     | 30 | 19 | 3 | 8  | 53 | 32 |
| 1997-1998 | Druga HNL-Centre | 5          | 66     | 32 | 20 | 6 | 6  | 66 | 28 |
| 1998-1999 | Druga HNL        | 12         | 48     | 36 | 14 | 6 | 16 | 52 | 56 |
| 1999-2000 | Druga HNL        | 12         | 34     | 32 | 9  | 7 | 16 | 38 | 48 |
| 2000-2001 | Druga HNL        | 3          | 65     | 34 | 20 | 5 | 9  | 61 | 33 |
| 2001-2002 | Druga HNL-Sud    | 7          | 45     | 30 | 13 | 6 | 11 | 33 | 29 |
| 2002-2003 | Druga HNL-Sud    | 4          | 44     | 32 | 12 | 8 | 12 | 43 | 52 |
| 2003-2004 | Druga HNL-Sud    | 9          | 41     | 32 | 11 | 8 | 13 | 40 | 47 |
| 2004-2005 | Druga HNL-Sud    | 9          | 38     | 32 | 10 | 8 | 14 | 41 | 47 |
| 2005-2006 | Druga HNL-Sud    | 2          | 59     | 32 | 18 | 5 | 9  | 61 | 42 |
| 2006-2007 | Druga HNL        | 3          | 59     | 30 | 18 | 5 | 7  | 67 | 38 |
| 2007-2008 | Druga HNL        | 1          | 66     | 30 | 20 | 6 | 4  | 67 | 25 |
| 2008-2009 | Prva HNL         | 12         | 25 (P) | 33 | 6  | 8 | 19 | 31 | 66 |

## Anciens joueurs célèbres
- Boštjan Cesar
- Jerko Leko